# Hebbelschule (Kiel)
Die Hebbelschule ist ein Gymnasium in Kiel. Sie hat den Status einer Europaschule.

## Geschichte
Die Hebbelschule wurde im Jahr 1903 als „Oberrealschule an der Waitzstraße“ gegründet. Die neue Schule ging allerdings auf eine bereits 1897 gegründete Realschule zurück, die zunächst ihren Sitz in der Brunswiker Straße hatte und schließlich aufgrund von Platzmangel im Jahr 1902 in ein neues Gebäude an der Waitzstraße zog. Die Gründung der Realschule war nötig geworden, da die bisher einzige Oberrealschule Kiels am Knooper Weg ihre Kapazitätsgrenze erreicht hatte und im Zuge der rasanten Bevölkerungsentwicklung weiter steigender Bedarf zu erwarten war. Als nach einigen Jahren auch die neue Realschule voll ausgelastet war und zudem Kapazitäten im Bereich der höheren Schulen vonnöten waren, beschloss die Stadt Kiel die Umwandlung in eine Oberrealschule, die 1903 vollzogen wurde. Bereits im Jahr 1904 konnten die ersten Abiturienten verabschiedet werden. Mit der Gründung einer weiteren Oberrealschule am Königsweg wurde die Schule 1907 zur „Oberrealschule I an der Waitzstraße“. Im Unterschied zu den anderen höheren Schulen stammte ein Großteil der Schülerschaft in den ersten Jahrzehnten der Schulgeschichte aus Offiziers- und Beamtenhaushalten.
Im Jahr 1922 erfuhr die Oberrealschule auf eigenen Wunsch eine weitere Umbenennung und hieß von nun an „Hebbel-Schule“. Nach der Reform der Höheren Schulen in Preußen wurden 1926 Reform-Realgymnasialklassen eingerichtet, sodass nun auch Latein als Fremdsprache unterrichtet wurde. Die Machtübernahme der Nationalsozialisten blieb auch für die Hebbelschule nicht folgenlos und führte schon im Frühjahr 1933 zur Absetzung des bisherigen, demokratisch eingestellten Schulleiters Dr. Franz, dessen Amt ein Jahr später der Parteigenosse Dr. Grosch übernahm. Im Zuge der reichseinheitlichen Schulreform wurde die Hebbelschule 1938 wie fast alle anderen höheren Schulen zu einer Oberschule. Der Zweite Weltkrieg brachte aufgrund der besonderen Bedeutung Kiels für die Marine und hohen Gefährdung durch Luftangriffe nicht nur tiefgreifende Störungen des Unterrichtsbetriebs mit sich, sondern führte im Januar 1944 auch zur weitgehenden Zerstörung des Schulgebäudes.
Nach Kriegsende fand der Unterricht provisorisch im Gebäude der Oberschule für Mädchen am Ravensberg statt, bis 1958 schließlich der Neubau in der Feldstraße bezogen werden konnte. Seit 1955 trägt die Hebbelschule zudem die Bezeichnung Gymnasium. In den folgenden Jahren und Jahrzehnten normalisierte sich der Schulalltag und die Hebbelschule konnte sich abgesehen vom üblichen Fächerkanon vor allem mit den Aufführungen der schuleigenen Theatergruppe, später Dramakurs, profilieren. Seit 1971 wurden im Rahmen der Koedukation auch Mädchen aufgenommen. Als weiteres Profilmerkmal wurde der Hebbelschule 1996 der Status einer Europaschule verliehen, was sich unter anderem in einem erweiterten Fremdsprachen- und Schüleraustauschangebot niederschlug.

## Angebot
Seit der Einführung der Profiloberstufe in Schleswig-Holstein im Jahr 2008 bietet die Hebbelschule drei Profile an: ein sprachliches, ein gesellschaftswissenschaftliches sowie ein naturwissenschaftliches Profil. Das Wirtschaftspraktikum in der Oberstufe kann wahlweise im europäischen Ausland (Nizza, Bilbao) absolviert werden.
Die Hebbelschule bietet im Rahmen der Offenen Ganztagsschule ein vielfältiges Angebot an Arbeitsgemeinschaften. Nach Ablösung des Kurssystems hat die Theatergruppe wieder den Status einer Arbeitsgemeinschaft, kann aber auf eine lange Geschichte bis in die 20er-Jahre zurückblicken. Seit 1898 besteht zudem der O.R.R.C. Neptun als schuleigener Ruderverein.
Seit über 20 Jahren nehmen Schülerinnen und Schüler der Hebbelschule regelmäßig an europaweiten Comenius-Projekten teil. Ziel ist das länder- und kulturübergreifende Lernen und Arbeiten an gemeinsamen Themen sowie der persönliche Austausch untereinander.
Das 1958 bezogene, mittlerweile denkmalgeschützte Schulgebäude liegt von einer Grünzone umgeben nur einige hundert Meter von der Kieler Förde entfernt. Die Schulaula mit Bühne gilt als die größte in Schleswig-Holstein.

### Ehemalige Schüler
- Rudolf Burmester (1888–1979), Oberstudiendirektor und CDU-Politiker (Abitur 1907)
- Albert Mähl (1893–1970), Schriftsteller
- Hans Lubinus (1893–1973), Chirurg und Segler (Abitur 1914)
- Alfred Meusel (1896–1960), Soziologe und Historiker (Abitur 1914)
- Sigismund von Preußen (1896–1978), Neffe von Kaiser Wilhelm II. (Schüler bis zum Beginn des Ersten Weltkriegs)
- Edwin Erich Dwinger (1898–1981), Schriftsteller
- Adolf Ellegard Jensen (1899–1965), Ethnologe (Abitur 1917)
- Friedrich Karl Gotsch (1900–1984), Maler und Grafiker (Abitur 1918)
- Hermann Andersen (1901–1989), FDP-Politiker, Wirtschaftsminister des Landes Schleswig-Holstein (Abitur 1919)
- Richard Maatz (1905–1989), Chirurg, Chefarzt im Auguste-Viktoria-Krankenhaus in Berlin-Schöneberg (1956–1971), Ehrenmitglied der Berliner Chirurgischen Gesellschaft
- Karl Schiller (1911–1994), SPD-Politiker, Bundesminister für Wirtschaft und Finanzen (Abitur 1931)
- Werner Panitzki (1911–2000), Offizier, Inspekteur der Luftwaffe (Abitur 1930)
- Hans-Werner Bartsch (1915–1983), Theologe (Abitur 1934)
- Harald Wust (1921–2010), Offizier, Generalinspekteur der Bundeswehr (Abitur 1939)
- Hartwig Weidemann (1921–2009), Meteorologe und Ozeanograph (Abitur 1939)
- Peter Dannenberg (1930–2015), Musikkritiker und Intendant (Abitur 1951)
- Werner Frotscher (1937–2023), Rechtswissenschaftler (Abitur 1957)
- Karl-Heinz Zimmer (1937–2019), CDU-Politiker, Oberbürgermeister von Kiel
- Manfred Overhaus (1939–2019), Volkswirt, Staatssekretär im Bundesfinanzministerium (Abitur 1960)
- Norbert Gansel (* 1940), SPD-Politiker, Oberbürgermeister von Kiel (Abitur 1960)
- Michael Bürsch (1942–2012), SPD-Politiker (Abitur 1962)
- Günther Brassel (* 1945), Sanitätsoffizier, Inspizient Zahnmedizin der Bundeswehr (Abitur 1967)
- Eckehard W. Mielke (* 1947), theoretischer Physiker (Abitur 1966)
- Bernd Diepenhorst (* 1949), Generalmajor der Bundeswehr (Abitur 1967)
- Martin Sabrow (* 1954), Historiker (Abitur 1972)
- René Schwall (* 1971), Regattasegler; Tornado-Weltmeister und Gewinner einer olympischen Bronzemedaille im Jahr 2000 (Abitur 1990)
- Arne Ulbricht (* 1972), Schriftsteller, Journalist und Lehrer
- Okka Rau (* 1977), Beachvolleyballspielerin (Abitur 1996)
- Johannes Polgar (* 1977), Segler (Abitur 1996)